# Lévy et Goliath
Pour plus de détails, voir Fiche technique et Distribution.
Lévy et Goliath est un film français réalisé par Gérard Oury en 1986 et sorti en 1987.
Le film suit Albert (Michel Boujenah) et Moïse (Richard Anconina) Lévy qui sont deux frères issus du milieu juif ultra-orthodoxe d'Anvers mais ne se parlent plus depuis qu'Albert a quitté sa famille pour Paris où il a ouvert un café non-cachère et s'est marié avec Brigitte, une non-juive. Son frère Moïse, lui, respecte scrupuleusement les rites et coutumes juives, s’est marié dans les plus strictes règles, ne sort de son milieu que lorsque son métier d’ouvrier diamantaire l’y oblige et parle occasionnellement à Dieu, qui se révèle à lui au milieu de la fumée et de sons stridents. Goliath (Maxime Leroux) est garagiste et dealer.

## Synopsis
Paris, un jour de marché. Armé de son sanglier renifleur, l’inspecteur Gendron de la brigade des stupéfiants démasque un trafiquant se faisant passer pour un bossu mais il parvient à lui échapper. À mille lieues de ce monde, on célèbre dans la « Jérusalem du Nord », ainsi que les Juifs surnomment la ville d’Anvers, le mariage de Moïse et Sarah. Moïse est de ces érudits qui impressionnent la galerie en citant de mémoire un verset désigné lorsqu’ils piquent au hasard une Bible. Alors que l’orchestre joue la chanson du samovar à la demande de la veuve Lévy, Albert — invité par celle-ci — paraît aux festivités. Le silence se fait instantanément et Moïse, glacial, n’entend pas le moins du monde combler le fossé avec ce frère renégat qu’il tient pour responsable de la mort de leur père.
Aussi à l’aise dans son monde qu’il est mal à l’aise avec le sexe opposé — il a coutume de se couvrir les yeux de son chapeau pour ne pas voir les femmes, surtout si elles n’obéissent pas aux préceptes juifs de la pudeur, Moïse se rend, quelques jours après son mariage, à Paris avec son ami Nathan afin de livrer de la poudre de diamants aux usines Renault de Levallois-Perret. Lorsqu’une jeune femme, fort inquiète de la présence de la police aux abords du train, pénètre dans leur compartiment, les deux hommes se cachent instantanément le visage de leur chapeau. Ils ne la voient donc pas glisser dans le sac de Moïse trois sachets de cocaïne qu’elle transportait pour les remettre à Goliath, un dealer parisien. Les sacs de drogue ressemblant à ceux qui contiennent la poudre de diamant, Moïse se figure simplement « qu’ils se sont trompés à Anvers » et livre la cocaïne au lieu de la poudre de diamant aux usines Renault — cette livraison causera d’importants dégâts au niveau de la chaîne de fabrication et des ouvriers. La vraie poudre de diamant, Moïse la dépose chez son oncle Mardochée, impliqué dans la lutte pour la libération des Juifs en Union Soviétique. Poursuivi le soir même par Goliath et sa bande, Moïse se figure avoir affaire aux sbires du KGB mais préfère remettre ses réflexions à plus tard, fuyant à l’aveugle dans le Paris de Nuit.
Après avoir été mené par Dieu dans un hôtel de Pigalle en compagnie de Charlotte, une prostituée qui l’a pris pour un client, Moïse fait appel à Albert qui dispensait un cours de self-défense. Prestement accouru, Albert s’occupe de délester son frère de ses vêtements et sa barbe qui le rendent trop facilement reconnaissables, juste à temps pour le faire passer pour son amant efféminé François-Camille, et donner le change à Goliath qui avait remonté la trace de Moïse. La police organise une descente et Goliath préfère ne pas demander son reste. Dans la fourgonnette qui les a embarqués, les deux frères font la connaissance de « Bijou », un travesti qui trouve François-Camille fort à son goût. Emmené dans une pièce séparée, Bijou se révèle être un inspecteur infiltré dans le milieu, tandis que l’interrogatoire des frères Lévy cause bien de la perplexité à l’infortuné inspecteur Gendron…
Libérés, les frères se rendent au café non-cachère d’Albert. Officiant comme livreur, Moïse délivre une commande à trois jeunes concepteurs dont la séduisante Malika, avec laquelle le contact s’établit immédiatement.
Goliath connaît la fin de son homonyme biblique. Après les adieux, et alors que le lieu est désert, une voiture noire s’arrête et un élégant personnage en descend. Demandant aux frères si la mallette qu’ils transportent contient la poudre et devant leur réponse affirmative, il s’en empare, leur jetant une autre mallette, emplie de billets celle-là, et se retire après leur avoir laconiquement lancé « Pour Goliath ». Les frères Lévy ne tardent pas à comprendre qu’ils viennent d’escroquer involontairement le commanditaire de Goliath mais Albert estime avoir besoin de cet argent pour reconstruire son café tandis que Moïse entend revenir à son monde. La caméra effectue un travelling arrière tandis que les frères se chamaillent en s’éloignant vers l’horizon.

## Fiche technique
Source IMDb
- Réalisation : Gérard Oury, assisté de Marc Monnet
- Scénario : Gérard Oury, Danièle Thompson
- Dialogues : Danièle Thompson
- Production : Alain Poiré
- Musique : Vladimir Cosma
- Image : Vladimir Ivanov
- Son : Alain Sempé
- Casting : Margot Capelier
- Décors : Théobald Meurisse
- Costumes : Jacques Fonteray
- Bagarres réglées par Claude Carliez et son équipe
- Pays de production :  France
- Année : 1986
- Genre : comédie
- Durée : 105 minutes
- Date de sortie :
  - France : 28 janvier 1987
- Entrées au cinéma en France : 2 166 907 spectateurs

## Distribution
Source IMDb
- Richard Anconina : Moïse (prononcé « Moïshe » par sa famille) Lévy, rabbi travaillant comme diamantaire
- Michel Boujenah : Albert Lévy, frère de Moïse, propriétaire d'un café
- Jean-Claude Brialy : l'inspecteur Delaroche, dit « Bijou », policier infiltré
- Souad Amidou : Malika, jeune conceptrice, fille de harki et par conséquent musulmane
- Maxime Leroux : Goliath, fournisseur de drogue
- Maurice Chevit : l'oncle Mardoshe
- Sophie Barjac : Brigitte, femme d'Albert
- Muriel Combeau : Sarah Lévy, épouse de Moïse
- Louba Guertchikoff : Madame Lévy, mère de Moïse et Albert
- Isabelle Mergault : Charlotte, la prostituée
- Didier Pain : Bob Gendron, inspecteur de Police
- André Valardy : Nathan
- Evelyne Didi : Marlène, la blonde du train
- Roger Hanin : la voix de Dieu
- Ticky Holgado : le faux bossu
- Robert Hossein : le client de Goliath (non crédité)
- Michel Muller
- Artus de Penguern : un consommateur de la poudre de diamant
- Franck Ayas : Arthur, l'un des fils d'Albert et de Brigitte
- Gilles Gaston-Dreyfus : un cousin de Moïse
- Danielle Volle : la belle-mère d'Albert
- Jean-Yves Berteloot : le collègue de Malika
- Olivia Brunaux : une prostituée
- Michel Such : le cafetier
- Mouss Diouf : le client du bar
- Bernard Larmande
- Fabien Onteniente
- Marc Adjadj

## Thèmes
Le film poursuit la réflexion entamée par le réalisateur des Aventures de Rabbi Jacob, sorti en 1973. L’on y retrouve ainsi, à l’occasion d’un travestissement justifié par l’impérieuse urgence du moment (c’est toutefois le juif religieux qui se déguise en son contraire), l’affrontement entre le monde juif traditionnel et le monde laïc libéral poussés aux extrêmes — en particulier dans leurs rapports à la sexualité. La belle-famille non-juive d’Albert n’a pas l’exubérance d’un Victor Pivert, mais elle n’en véhicule pas moins les mêmes préjugés imbibés d’antisémitisme ordinaire. Les aventures de Moïse laissent également entrapercevoir une fugace possibilité d’amitié entre les peuples qui ont choisi de faire leur vie en France: après les rapports hautement symboliques mais fort sommaires entre Salomon et Slimane qui se résumaient à une poignée de mains, Gérard Oury impose ici une relation plus dévelopée cinématographiquement et sentimentalement entre Moïse le Juif et Malika la musulmane fille de harki.

## Détails
On peut apercevoir à la 59e minute et 58 secondes l'affiche du film Jean de Florette.